# Cattedrale di Santa Maria (Nagasaki)
La cattedrale di Santa Maria è una cattedrale cattolica situata a Nagasaki, sede dell'arcidiocesi di Nagasaki.

## Storia
Nel 1865 il sacerdote francese Bernard Petitjean scoprì che quasi tutti gli abitanti del villaggio Urakami erano cristiani. Tra il 1869 e il 1873, più di 3 600 abitanti cattolici furono banditi dalla città. Durante il loro esilio 650 cristiani morirono martirizzati. I Kakure kirishitan (cristiani nascosti) decisero di ritornare a Nagasaki sette anni dopo l'esilio e di fondare la propria chiesa. Acquistarono la terra del capo del villaggio dove avevano avuto luogo gli interrogatori fumi-e. Gli interrogatori fumi-e erano interrogatori per scoprire i cristiani: ai sospettati veniva imposto di camminare sopra l'icona della Vergine Maria o di Gesù. Pensarono che il posto fosse adeguato per il ricordo costante della loro persecuzione. La costruzione dell'edificio fu iniziata da padre Francine e fu completata sotto la guida di padre Regani. Le guglie gemelle raggiunsero i 64 metri di altezza nel 1875. I lavori per la costruzione della cattedrale in stile Neoromanico iniziarono nel 1895. Una volta completata nel 1925 (Taishō 14), la cattedrale è stata la più grande chiesa cattolica in Asia orientale.

## La distruzione e la ricostruzione
La bomba atomica che cadde a Nagasaki è esplosa a soli 500 metri dalla cattedrale distruggendola completamente. La messa per le vittime si è celebrata sei giorni dopo il 15 agosto 1945 nella chiesa dell'Assunzione di Maria.
La nuova cattedrale è stata ricostruita nel 1959, dopo un duro dibattito tra il governo cittadino e i cristiani. Il governo cittadino suggerì di preservare il sito dell'antica cattedrale come parte del patrimonio culturale di Nagasaki, e di ricostruire la nuova chiesa in un sito alternativo. Tuttavia, molti cristiani hanno fortemente voluto ricostruire la cattedrale sulle rovine della precedente perché quel luogo era il simbolo delle lunghe persecuzioni subite. Nel 1980 la chiesa fu ristrutturata nell'originale stile francese.
Nel parco della Pace di Nagasaki si trovano i resti delle mura dell'antica cattedrale. Le statue, i manufatti e ciò che restava della cattedrale sono esposti al Museo della bomba atomica di Nagasaki.

## Galleria d'immagini

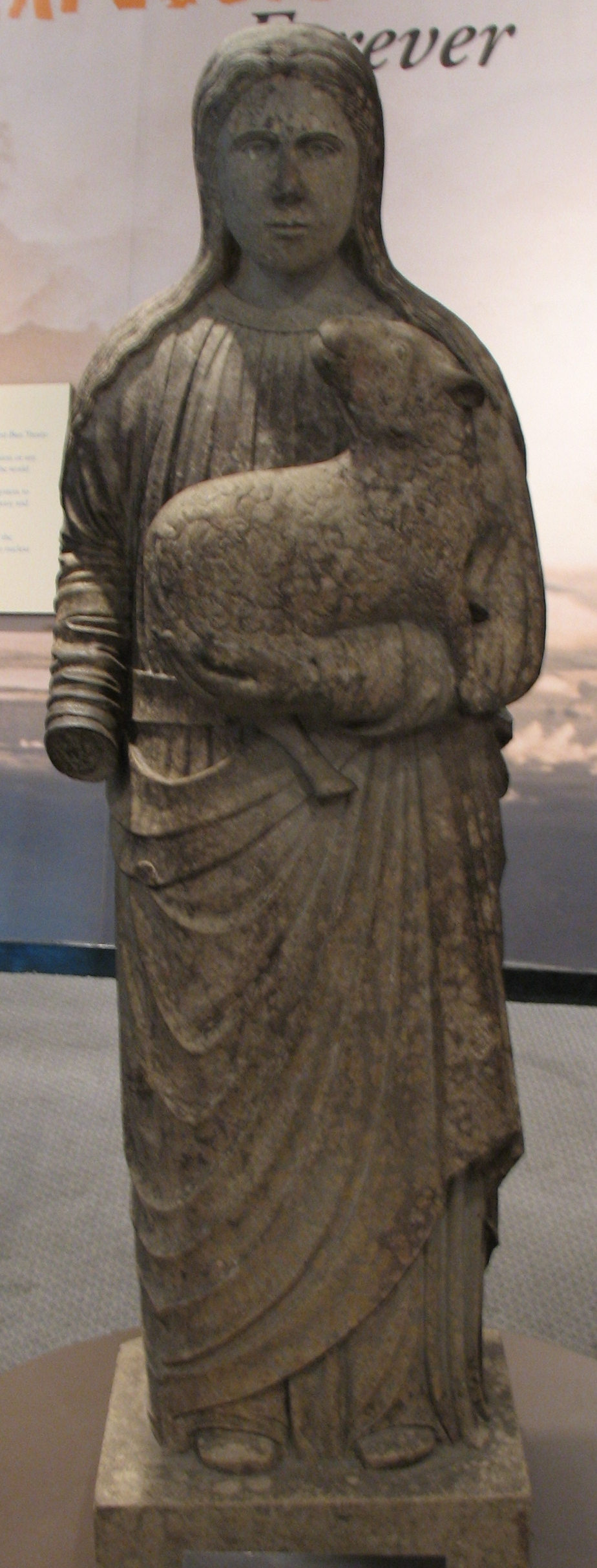
La statua di sant'Agnese a Nagasaki
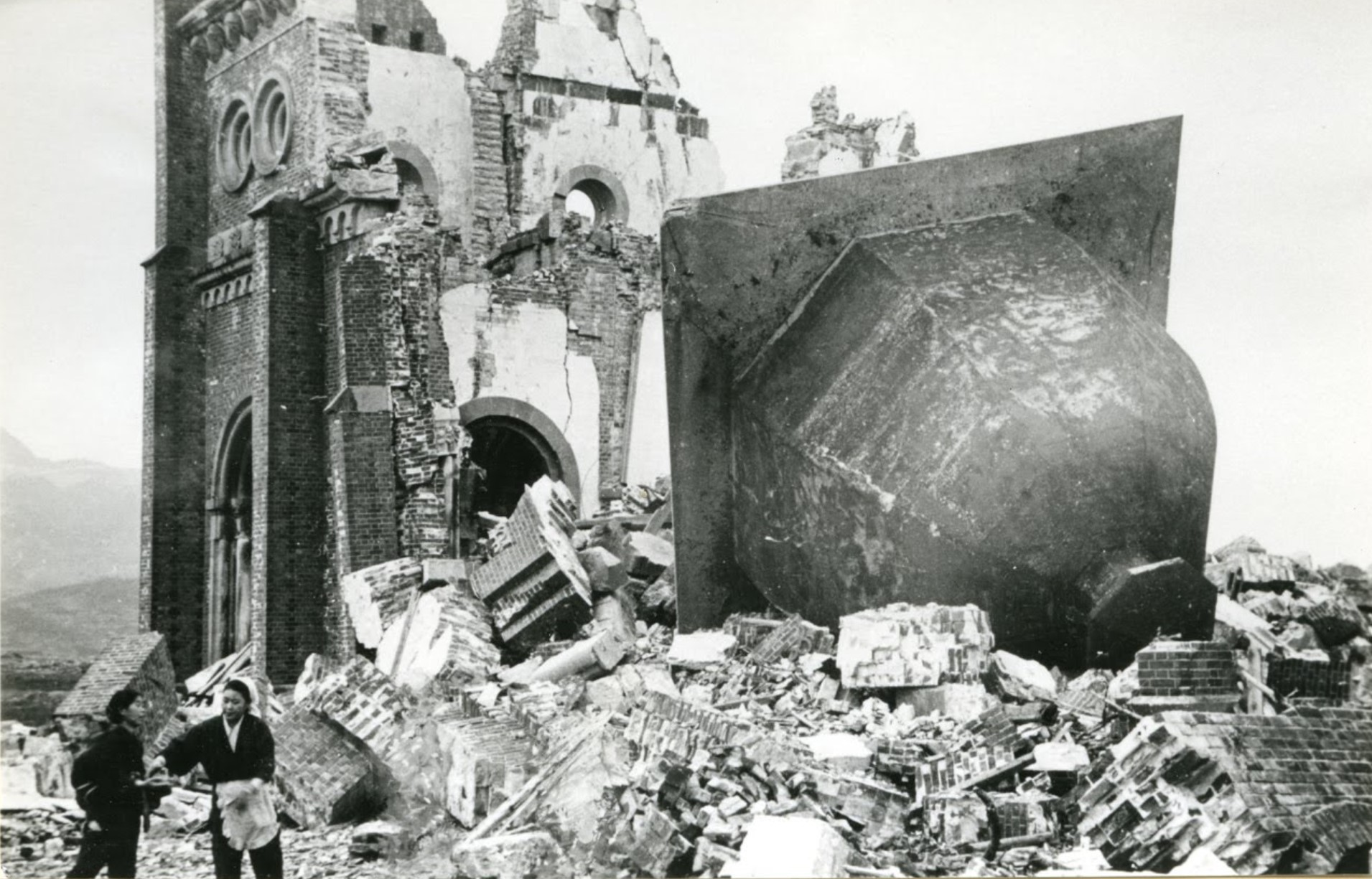
La cattedrale distrutta dalla bomba atomica e con la cupola rovesciata.